# Schweizerischer Handball-Verband

Logo von ca. Feb. 2003 bis ca. Juli 2013

Logo bis ca. Feb. 2003

Der Schweizerische Handball-Verband (Fédération Suisse de Handball, Swiss Handball Federation) ist der Fachverband für den Handballsport in der Schweiz. Der Sitz und die Geschäftsstelle befinden sich in Olten SO. Der SHV entstand aus dem Schweizerischen Handballausschuss.

## Präsidenten
Die Präsidenten seit der Gründung des Schweizerischen Handball-Verbandes (SHV):
- Bruno Freivogel (1974–1979)
- René Meyer (1. April 1979–?)[4]
- Martin Keller (1987–1992)
- Michael Funk (1992–1999)
- Erich Thoma (1999–2000)
- Willy Tobler (2001–2007)
- Ulrich Rubeli (2007–2021)
- Pascal Jenny (seit 2022)

## Zweck
- Förderung in den Bereichen Leistungs-, Nachwuchs- und Breitensports, Pflege das Ansehens und der Anerkennung der Sportart nach aussen und der Geselligkeit, Kameradschaft und Fairness unter den Mitgliedern.
- Organisation von Aus- und Weiterbildungskursen und Durchführung von Meisterschaften im Leistungs-, Nachwuchs- sowie Breitensport.[5]

## Erfolge
| Hallenhandball            | Hallenhandball                        |                     | Feldhandball                                          | Feldhandball |
| ------------------------- | ------------------------------------- | ------------------- | ----------------------------------------------------- | ------------ |
| 1. Länderspiel            | 1949 gegen Finnland (7:4)             | 1. Länderspiel      | 1935 gegen Deutschland (6:14)                         |              |
| 1. Landesmeister          | Grasshoperclub Zürich (1950)          | 1. Landesmeister    | TV Abstinenten Basel (1924)                           |              |
| 1. Landesmeister (Frauen) | LC Brühl St. Gallen (1970)            |                     |                                                       |              |
| Erfolge                   | Erfolge                               | Medaillengewinne    | Medaillengewinne                                      |              |
| Weltmeisterschaften       | 4. Platz (1954, 1993)                 | Weltmeisterschaften | 2 × Silber (1938, 1955) 3 × Bronze (1948, 1952, 1963) |              |
| Olympia                   | 7. Platz (1984) 8. Platz (1980, 1996) | Olympia             | 1 × Bronze (1936)                                     |              |

## Organisation und Struktur
Seit der Saison 2016/17 organisiert der SHV sämtlichen Spielbetrieb in der Schweiz.
Bis zur Saison 2016/17 wurde der Spielbetrieb durch die Regionalverbände organisiert. Die Swiss Handball League organisierte den Spielbetrieb der NLA und NLB, die Swiss Premium League organisierte die SPL1 und SPL2 und der SHV die 1. Liga und die nationalen Nachwuchskategorien.
| Regionalverbände                                                            | Regionalverbände                           | Regionalverbände |
| Kanton/Region                                                               | Verband                                    | Kürzel           |
| --------------------------------------------------------------------------- | ------------------------------------------ | ---------------- |
| Aargau                                                                      | Handball-Regionalverband Aargau Plus       | AG+              |
| Region [Kantone Bern, Freiburg (d), Jura, Neuenburg, Solothurn, Wallis (d)] | Handball-Regionalverband Bern-Jura         | BeJu             |
| Innerschweiz                                                                | Innerschweizer Handballverband             | IHV              |
| Nordwestschweiz                                                             | Handball-Regionalverband Nordwestschweiz   | NWS              |
| Ostschweiz                                                                  | Handball-Regionalverband Ost               | OST              |
| Romandie                                                                    | Association Régionale de Handball Romandie | ROM              |
| Zürich                                                                      | Zürcher Handball-Verband                   | ZHV              |

## Ligasystem

### Männer

Logo der Swiss Handball League

Die beiden höchsten Spielklassen der Schweiz werden als Swiss Handball League geführt
- Nationalliga A (Höchste Spielklasse der Männer)
- Nationalliga B
- 1. Liga Männer
- 2. Liga Männer
- 3. Liga Männer
- 4. Liga Männer

### Frauen

Logo der SPAR Premium League

Die beiden höchsten Spielklassen der Schweiz werden als SPAR Premium League geführt
- SPAR Premium League 1 (Höchste Spielklasse der Frauen)
- SPAR Premium League 2
- 1. Liga Frauen (Interregionale Liga)
- 2. Liga Frauen
- 3. Liga Frauen
- 4. Liga Frauen

## handballTV.ch

Logo des handballTV.ch

Alle Spiele der Nationalliga A und der SPAR Premium League 1 werden, sofern sie nicht von einem Fernsehsender übertragen werden, auf dem Streamingportal des SHVs gestreamt.
Die Mannschaften Nationalliga B müssen ihre Heimspiele aufzeichnen und innerhalb von 48 Stunden auf die Plattform hochladen.
Spiele des Cups der Männer und Frauen mit einem NLA- oder SPL1-Heimteam müssen live gestreamt werden und die mit einem NLB-Team müssen aufgezeichnet werden.
Für alle anderen Ligen ist das Streamen freiwillig.